# Guyana-skjoldet
Guyana-skjoldet er et to milliarder år gammelt prækambrisk grundfjeldsskjold, et af de ældste på jorden, i det nordlige Sydamerika, der strækker sig fra Colombia i vest til den nordlige del af Brasilien i øst.
Guyana-skjoldet dækker det meste af Guyana, Surinam og Fransk Guyana, og dele af Colombia, Venezuela og Brasilien. Skjoldets højeste punkt er Pico da Neblina, 2994 moh.
På skjoldet består bl.a. af taffelbjerge (tepuis) og flere spektakulære vandfald: Salto del Angel (979 meter), Salto Cuquenán (674 meter) og Cataratas Kaieteur (256 meter). Højlandet er omfattet af et af de største uberørte regnskovsområder i verden, og er beskyttet af flere store nationalparker.